# مجتمع درمانی
مجتمع درمانی یا پلی‌کلینیک (به انگلیسی: polyclinic) کلینیک یا مرکز مراقبت‌های بهداشتی است که معاینات عمومی و تخصصی را ارائه می‌دهد و درمان طیف گسترده‌ای از بیماری‌ها و آسیب‌های بیماران سرپایی را انجام می‌دهد اما معمولاً مستقل از بیمارستان به‌شمار می‌آید. زمانی که یک مجتمع درمانی بسیار بزرگ باشد و نیازهای مختلف بیماران و مراجعین را تأمین کند به آن بیمارستان می‌گویند. همچنین این کلمه برای بخش‌های سرپایی (درمانگاه‌های سرپایی) بیمارستان‌های (عمومی) نیز استفاده می‌کنند. کلینیک برای بیماران سرپایی در برخی از زبان‌ها، به عنوان مثال فرانسوی، به‌طور خاص از کلمه «پلی کلینیک» برای ارجاع به کلینیک‌های سرپایی خصوصی استفاده می‌کنند.
معمولاً مجتمع درمانی مانند درمانگاه مؤسسه ای مستقل است که به درمان بیماران می‌پردازد ولی برخلاف بیمارستان بیماران را بستری نمی‌کند و برخلاف درمانگاه معمولاً همزمان بیماران در چند رشته تخصصی (مانند چشم، ارتوپدی، قلب و …) پذیرش می‌شوند.